# ITF Oeiras
Das ITF Oeiras (offiziell: Oeiras Open) ist ein Tennisturnier der ITF Women’s World Tennis Tour, das in Oeiras, Portugal auf Sandplatz ausgetragen wird.

## Siegerliste

### Einzel
| Jahr | Kategorie | Siegerin               | Finalgegnerin    | Ergebnis       |
| ---- | --------- | ---------------------- | ---------------- | -------------- |
| 2021 | W60       | Polona Hercog          | Clara Burel      | kampflos       |
| 2022 | W80       | Elisabetta Cocciaretto | Wiktorija Tomowa | 7:65, 2:6, 7:5 |
| 2023 | W100      | Danka Kovinić          | Rebeka Masarova  | 6:2, 6:2       |
| 2023 | W60       | Nigina Abduraimova     | Francisca Jorge  | 1:6, 6:4, 6:3  |

### Doppel
| Jahr | Kategorie | Siegerin                                  | Finalgegnerin                         | Ergebnis         |
| ---- | --------- | ----------------------------------------- | ------------------------------------- | ---------------- |
| 2021 | W60       | Lidsija Marosawa Andreea Mitu             | Marina Melnikowa Conny Perrin         | 3:6, 6:4, [10:3] |
| 2022 | W80       | Katarzyna Piter Kimberley Zimmermann      | Katharina Gerlach Natalija Stevanović | 6:1, 6:1         |
| 2023 | W100      | Ulrikke Eikeri Eri Hozumi                 | Francisca Jorge Matilde Jorge         | 4:6, 6:4, [10:5] |
| 2023 | W60       | Fernanda Contreras Ingrid Gamarra Martins | Jesika Malečková Renata Voráčová      | 6:3, 6:2         |

## Quelle
- ITF Homepage